# Gremio dei massai
Il Gremio

## Storia

### Medioevo
L'importanza dei grandi proprietari terrieri (in sassarese li Massai) era molto pronunciata in una repubblica vocata all'agricoltura e all'allevamento come quella di Sassari.
Il loro impatto nella politica è forte e questo si può notare dal fatto che il consiglio del podestà (il più delle volte pisano o genovese) era formato in grande parte da Massai e poi, con l'avanzare dei commerci con la Penisola, anche da mercanti.
Il primo vero riconoscimento ufficiale del Gremio è nello statuto del 1531, dove viene messo al secondo posto nell'ingresso in chiesa, dopo i Mercanti (precedentemente, anche se senza uno statuto che lo regolamentasse, erano loro che avevano la precedenza su tutti nell'ingresso, privilegio che gli fu tolto durante il regno di Aragona sulla città).

### Dal voto all'800
Nel 1657, al momento dell'ufficializzazione del voto della città per la Madonna Assunta, il primato su tutti i Gremi era di nuovo dei Massai. Nello stesso anno, cambiarono la patrona (la Madonna del Popolo con la Vergine delle Grazie, trasferendo la cappella del Duomo alla Chiesa di San Pietro in Silki.
Durante i secoli seguenti, questo privilegio non fu mai tolto al Gremio che ebbe sempre l'onore di fare lo scambio della bandiera fra gli Obrieri il giorno della Festha manna (intregu) e di accogliere il podestà (in seguito, il sindaco) nel corteo del suo candeliere.
Nel periodo di crisi dell'800, i Massai non abbandonarono la festa (assieme a Ortolani, Calzolai e Muratori) e si modernizzarono nei costumi, sostituendo la vecchia cappa con il nuovo e moderno frac.

### XX secolo
Nel XX secolo, i Massai Agricoltori videro la rinascita della festa e l'inserimento di nuovi candelieri (1921-1955). Nel dopoguerra, il vescovo di Sassari proclamò voto solenne alla Madonna delle Grazie, patrona del gremio, per aver salvato la città dai bombardamenti. Furono i primi fondatori dell'Intergremio, della quale non fanno più parte. 
Nel 2003 il candeliere dei Massai Agricoltori sfilo per le vie di Cagliari in occasione della mostra "La terra, il lavoro, il grano", ampia retrospettiva sulle tradizioni, i riti e i mestieri legati ai saperi della terra e all'agricoltura. La processione religiosa si è svolta nel quartiere Sant'Elia, nello spazio antistante il Centro Comunale d'Arte e Cultura il Lazzaretto.
L'antico Candeliere del Gremio dei Massai Agricoltori dal peso di 281 kg è prevalentemente di colore marrone, presenta nella parte frontale del fusto incastonata da un elegante cornice effetto legno l'immagine della Madonnina delle Grazie, mentre sul resto della colonna è presente una rappresentazione della Primavera di Botticelli completa di Clori( 
rappresentazione di una ninfa e dea della primavera, dei fiori e dello sviluppo), nastri colorati e colonne di luce. La cassa di giù è molto semplice di colore grigio verde nelle pareti e blu nelle cornici. Il capitello invece di forma esagonale presenta nelle facciate più stretta sei cariatidi mentre nei riquadri principali sono rappresentati i Martiri Turritani (Proto Gavino e Gianuario), San Francesco, San Nicola e la Madonna del Popolo. La parte finale del capitello è composta da una cupola intagliata a motivo di foglia d'acanto, mentre sulla sua sommità si trova una sfera impreziosita da una croce.
A partire dal 2015 il Gremio possiede un nuovo candeliere, copia non proprio identica del cero settecentesco dal peso di 317kg, (le differenze sostanziali stanno nella forma del fusto e nel capitello molto più grande nel nuovo e nella lavorazione delle Cariatidi e delle foglie d'acanto più elaborate nel cero settecentesco, infine si può notare l'assenza della sfera e della croce ), altrettanto si può dire per la decorazione (il colore dominante non è più il marrone, ma bensì l'azzurro molto chiaro e il bianco), che ha sostituito il precedente, il quale per problemi di staticità non potrà più essere utilizzato per la festa del 14 agosto. 
Il candeliere dei Massai Agricoltori è uno dei più antichi ancora esistenti (la parte più vecchia è il capitello 1700 circa, mentre la colonna e lo stilobate sono del 1800) insieme ad ortolani, muratori, sarti, viandanti (ex carradori).

## Galleria d'immagini

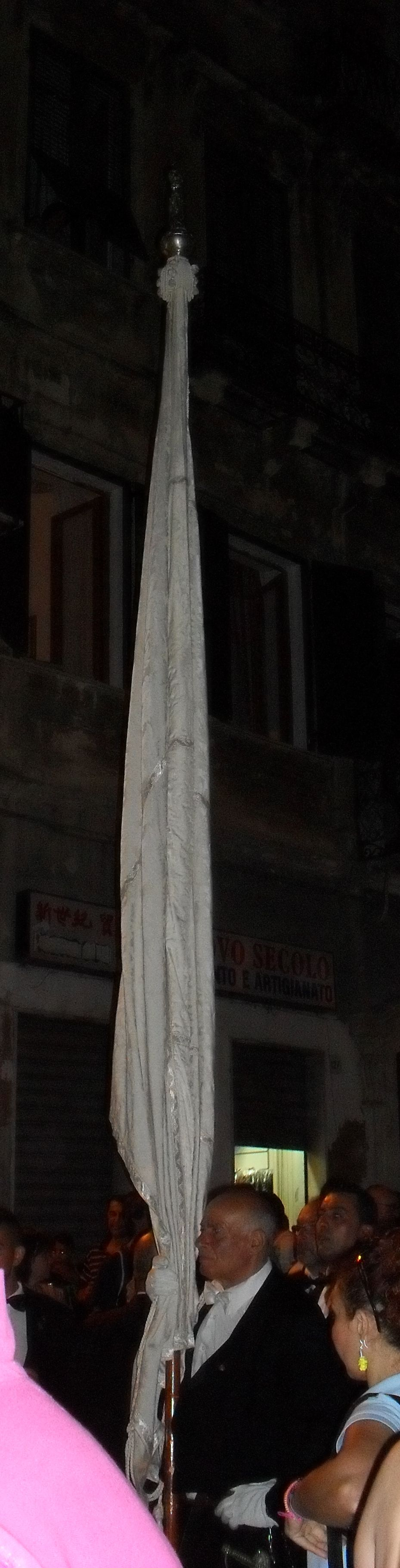
Bandiera dei Massai
fusto candeliere dei Massai
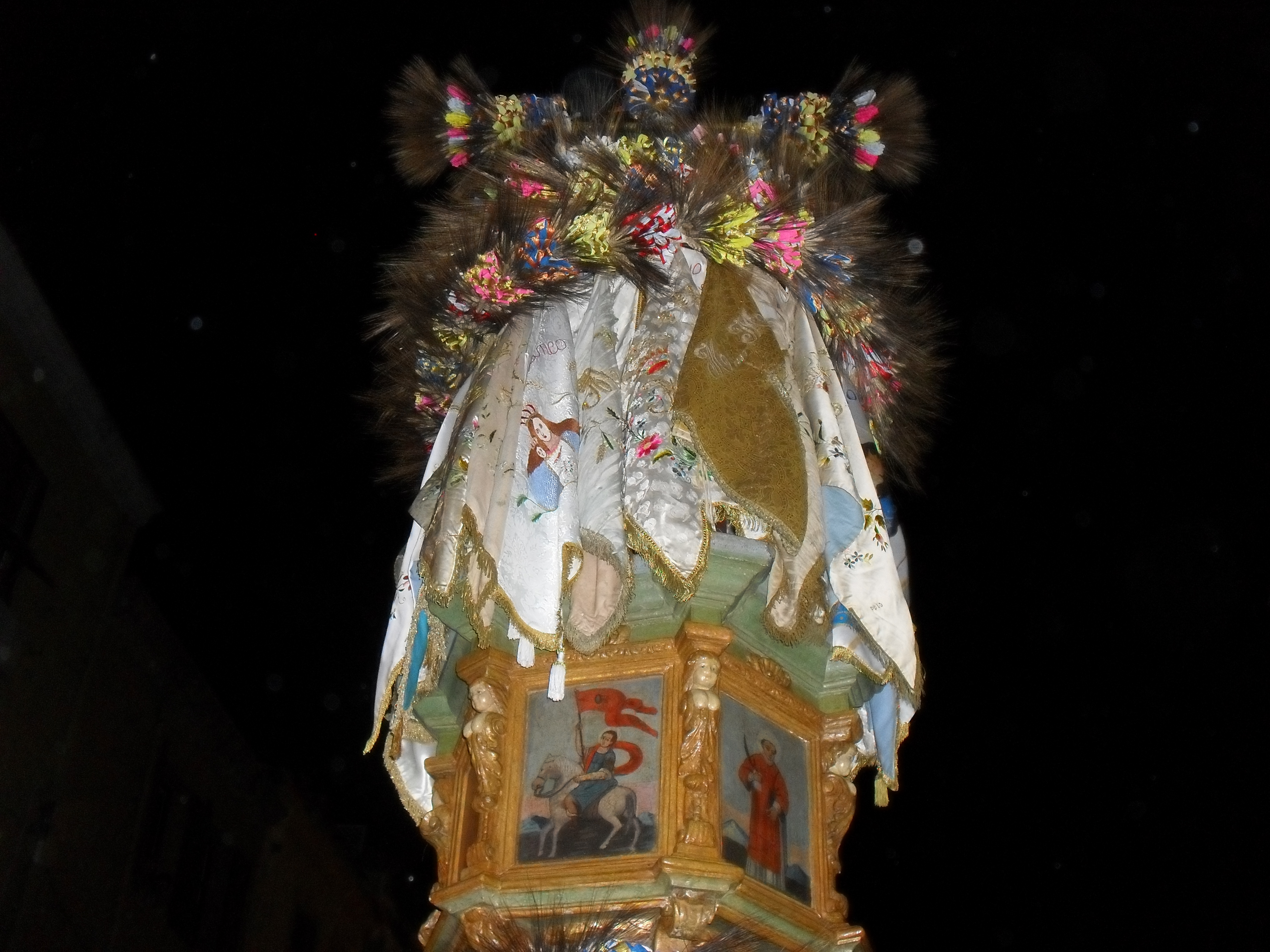
Particolare del capitello addobbato
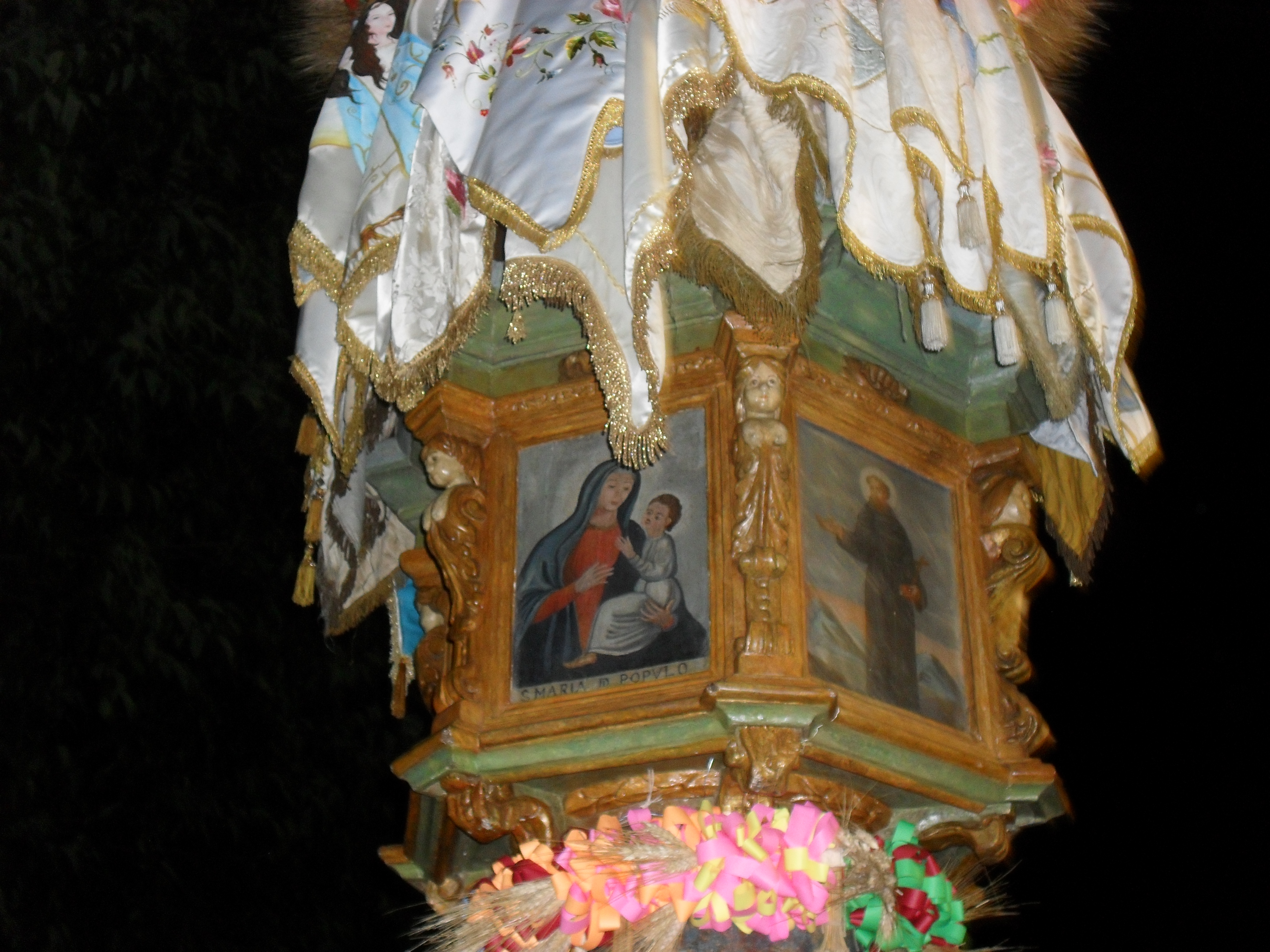
Particolare del capitello dal lato della Vergine
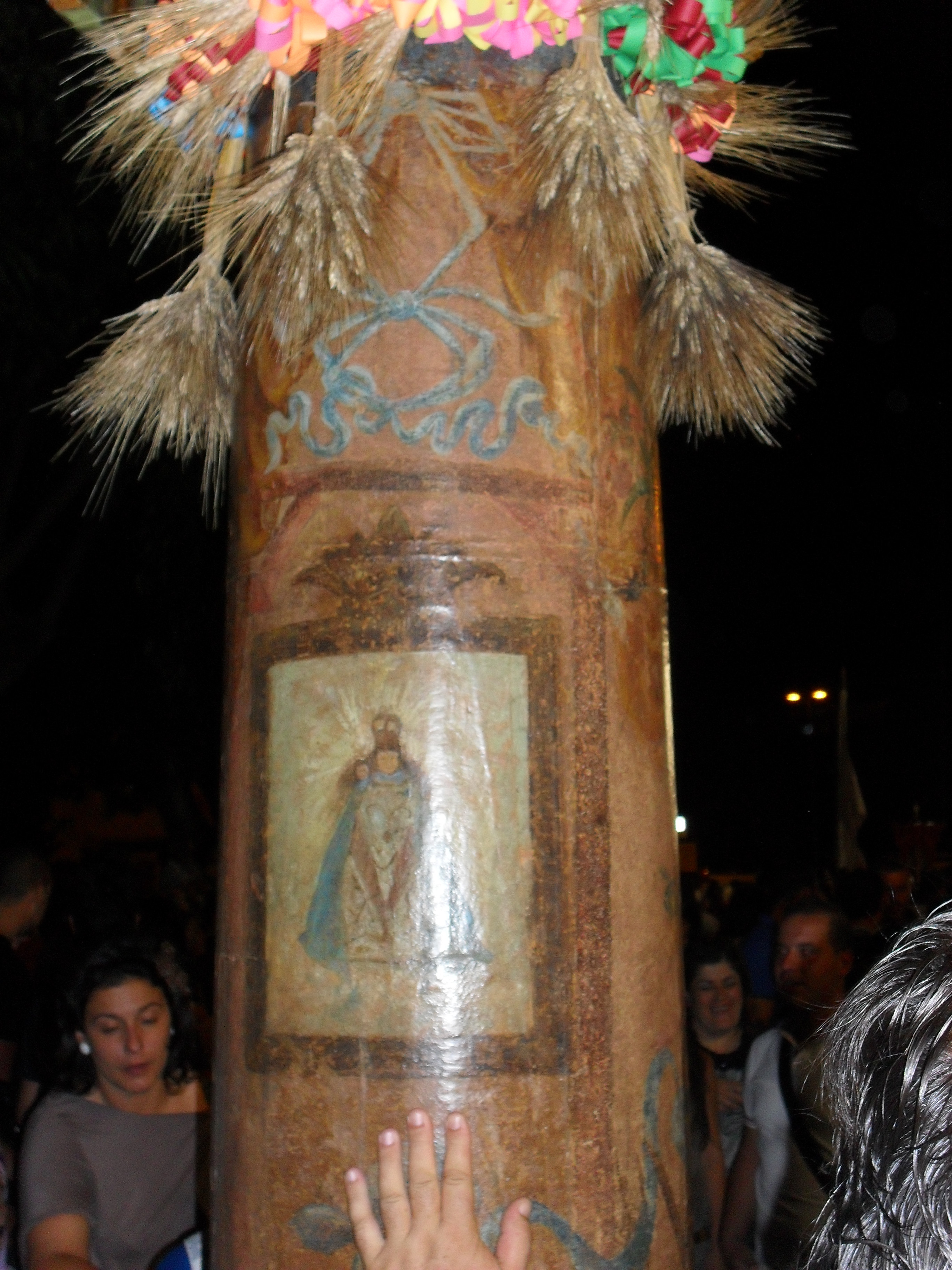
Vergine delle Grazie sul fusto del Candeliere